# Бубнов, Михаил Владимирович
Михаил Владимирович Бубнов (1859—1917) — адмирал Русского императорского флота, товарищ (заместитель) морского министра Российской империи; участник обороны Порт-Артура и автор мемуаров о событиях Русско-японской войны.

## Биография
Родился 6 ноября 1859 года; из дворян. По окончании морского училища в 1876 году был выпущен в гардемарины и отправлен в заграничное плавание на клипере «Забияка».
Из походов, совершенных Бубновым в промежуток 1876—1882 гг., следует отметить плавание в Северный Ледовитый океан и к Мурманску, во время путешествия туда Великого князя Владимира Александровича.
В 1882 году Бубнов поступил в морскую академию, которую успешно окончил в 1884 году.
Во время путешествия Государя Императора, в бытность его Наследником престола, на крейсере «Память Азова» в 1890—1891 гг. на Дальний Восток, Бубнов был в составе отряда, сопровождавшего «Память Азова»: сначала на клипере «Наездник», потом на броненосном крейсере «Адмирал Нахимов».
По возвращении в Россию Бубнов поступил в минный офицерский класс, по окончании которого посвятил себя исследованиям по выработке нового взрывчатого вещества, взамен пороха, для использования на флоте.
В 1897 году М. В. Бубнов был назначен командиром миноносца № 119 «Поланген».
В начале Боксерского восстания Михаил Владимирович Бубнов занимал должность командира эскадренного миноносца «Скат» (впоследствии «Беспощадный»), отправленного на Дальний Восток.
С 1902 по 1904 год Бубнов командовал минным крейсером «Всадник», а перед началом русско-японской войны получил в командование мореходную канонерскую лодку «Бобр».
По прибытии в Порт-Артур адмирала Степана Осиповича Макарова, лично хорошо знавшего Бубнова, последний был назначен командующим 2-м отрядом миноносцев, руководя которыми он неоднократно выходил на разведку дислокации японского флота.
В середине лета 1904 года Бубнов был назначен командиром Квантунского флотского экипажа и принял деятельное участие в обороне крепости. За проявленные им в Порт-Артуре мужество и распорядительность был награждён золотым оружием с надписью: «За храбрость».
После возвращении из японского плена, в который Михаил Бубнов пошел добровольно, желая разделить участь своих подчиненных, он издал составленные им в плену записки об осаде Порт-Артура, представляющие, согласно Военной энциклопедии Ивана Сытина, «незаурядный интерес для историков по их правдивости и осведомленности автора». Записки печатались в «Морском сборнике» и, кроме того, были выпущены отдельным томом.
В 1907 году Михаил Владимирович Бубнов был назначен командиром строившегося линейного корабля «Андрей Первозванный», который покинул в следующем году, будучи переведён на пост начальника отдела заготовлений главного управления кораблестроения и снабжения.
В 1910 году Бубнов был произведён в контр-адмиралы, а в апреле 1911 года переведён на должность товарища (заместителя) морского министра; его непосредственным начальником был Иван Константинович Григорович и в следующем году получил чин вице-адмирала.
25 мая 1915 года Бубнов был Высочайше произведён в адмиралы с увольнением от службы «по расстроенному здоровью» с мундиром и пенсией, а его преемником на посту товарища морского министра в тот же день был назначен вице-адмирал П. П. Муравьёв, ранее занимавший должность начальника Главного управления кораблестроения. В фондах Российского государственного архива военно-морского флота хранятся мемуары, написанные Бубновым уже после отставки.
Когда в 1917 году при Временном правительстве была создана Чрезвычайная следственная комиссия по расследованию деятельности высших должностных лиц Российской империи, Бубнов допрашивался последним как один из фигурантов дела.
О дальнейшей судьбе Бубнова известно немного, он эмигрировал в Финляндию, где, видимо, и скончался предположительно в 1930-х годах.

## Награды
- Орден Святого Станислава 3-й степени (1888)
- Орден Святой Анны 3-й степени (1894)
- Медаль «В память царствования императора Александра III» (1896)
- Орден Святого Станислава 2-й степени (1896)
- Медаль «В память коронации Императора Николая II» (1897)
- Орден Святой Анны 2-й степени (06.12.1899; мечи к этому ордену пожалованы 15.11.1904)
- Медаль «За поход в Китай» (1902)
- Орден Святого Владимира 4-й степени с бантом за 20 кампаний (1903)
- Золотая сабля с надписью «За храбрость» (12.12.1905)
- Медаль «В память русско-японской войны» (1906)
- Орден Святого Владимира 3-й степени с мечами (19.03.1907)
- Орден Святого Станислава 1-й степени (06.05.1911)
- Медаль «В память 100-летия Отечественной войны 1812» (1912)
- Орден Святой Анны 1-й степени (01.01.1913)
- Медаль «В память 300-летия царствования дома Романовых» (1913)

Иностранные:
- Черногорский орден Князя Даниила I 3-й степени (1899)
- Французский большой офицерский крест ордена Почётного Легиона (1914)